# Giovanni Urbani (direttore dell'ICR)
Giovanni Urbani (Roma, 6 ottobre 1925 – Roma, 8 giugno 1994) è stato uno storico dell'arte e restauratore italiano.
È stato anche direttore dell'Istituto Centrale del Restauro (1973-83). A lui si deve l'elaborazione del concetto di conservazione programmata in rapporto all'ambiente.

## Biografia

### Formazione
Nasce a Roma il 6 ottobre 1925. Nel 1952 sposa Ada Ruffini, nipote di Francesco e figlia di Edoardo, due dei dodici professori su circa tremila che rifiutarono di giurare fedeltà al fascismo. Suo testimone di nozze fu Antonio Cederna, in quegli anni amico indivisibile.
L’interesse di Urbani per il restauro viene originato dall’incontro con Augusto Cecconi Principe, zio d’un suo compagno di studi al liceo Regina Elena di Roma e fin dal 1942 restauratore nell’allora neonato Istituto Centrale del Restauro (ICR), un interesse da precursore in quegli anni, ancor più per chi si era diplomato a un liceo classico, quindi naturalmente avviato a una carriera nelle arti liberali. Liberata Roma nel 1944 dall'occupazione nazifascista, egli fa domanda d’ammissione al primo corso di formazione della scuola internazionale dell’ICR dove entra 1945, iniziando da allora una vita professionale svolta sempre e solo all’interno di un ICR che, grazie alle direzioni di Cesare Brandi, Pasquale Rotondi e sua, fu per decenni indiscusso punto di riferimento nel mondo: dopo mai più. Nel 1948 si laurea in Lettere con una tesi in Storia dell'arte su Domenico Veneziano discussa con Pietro Toesca. Nel 1949 entra all’ICR come restauratore di ruolo per divenirne funzionario nel 1955. Nel 1952 studia con Lionello Venturi le allora pionieristiche radiografie dei dipinti di Caravaggio nella Cappella Contarelli in San Luigi dei Francesi eseguite dall’ICR.

### Anni '50-'60
Dal 1956 al 1963 è critico dell’arte contemporanea per il settimanale “Il Punto”, scrivendo testi che nascono dall'interrogativo che sempre lo accompagnerà nel suo lavoro di conservatore, ma anche, per molti versi, di storico della cultura: “quale sia il senso della presenza del passato nel mondo d’oggi”, un domandarsi dovuto anche dall'attenzione che egli ebbe per il lavoro di Edgar Wind sul vaticinio hegeliano dell'arte come «un passato».
Nel 1957 pubblica un piccolo volume monografico sul Beato Angelico «che resta ancora oggi uno dei saggi più intelligenti e raffinati su questo immenso e appartato artista». In quello stesso anno è uno dei due soli intellettuali italiani invitati al settimo degli “International Seminar” di Harvard allora diretti da Henry Kissinger: con lui è Raffaele La Capria, che da allora diverrà l’amico d’una vita. Nel 1958 organizza la mostra "Prima selezione di giovani artisti Italiani e Americani" come fine arts director del primo Festival dei Due Mondi di Spoleto. Nello stesso anno incontra un ventenne Giorgio Agamben. Tra loro subito si instaura un rapporto tra maestro e allievo sul pensiero di Heidegger, filosofo allora praticato da pochissimi in Italia e che invece fu di formazione per Urbani (e per Agamben). Nel 1960, assieme a Licia Vlad Borrelli e Joselita Raspi Serra, inizia ad ordinare gli scritti e raccogliere le lezioni di Cesare Brandi, in vista della pubblicazione della versione definitiva della Teoria del restauro (1963) già pubblicata in varie stazioni dallo storico dell’arte senese tra il 1948 e il 1953.
Nel 1966, l’alluvione di Firenze dimostra che il fulmineo mutamento socio-economico avvenuto nell’Italia del secondo dopoguerra ha creato nel Paese una grave questione ambientale, la stessa che sposta il problema della tutela – come Urbani subito comprende – dal corrente restauro critico-estetico delle singole opere teorizzato da Cesare Brandi (che comunque Urbani sempre riconobbe come uno dei suoi maestri), al ben più complesso problema di come conservare ciò che rende il patrimonio artistico dell’Italia e degli italiani unico al mondo: il suo essere un insieme indissolubile dall’ambiente in cui è andato infinitamente stratificandosi nei millenni. Quindi la necessità d’elaborare una “tecnica” (Heidegger) che abbia efficacia sulla totalità di un patrimonio sempre più esposto – appunto nel suo insieme – ai rischi ambientali, quali sismico, idrogeologico, spopolamento, eccetera. Una tecnica che per essere incisiva deve avere carattere preventivo e programmato, la stessa che Urbani elabora in anni d’un lavoro di ricerca condotto con vari organismi pubblici e privati e con laboratori scientifici dell’industria, quella da lui denominata “conservazione programmata”. Tecnica che ha una prima applicazione (e ancora oggi unica per l'assurda opposizione subita dal lavoro di Urbani) tra il 1966 e il 1967 su duecentotrenta dipinti su tavola alluvionati che l’ICR, allora diretto da Pasquale Rotondi e con Urbani suo braccio destro, fecero ricoverare nell’immensa Limonaia del Giardino di Boboli, dove l’Istituto di Fisica tecnica dell’Università di Roma, guidato da Gino Parolini e Marcello Paribeni, provvide a una loro lentissima e programmata deumidificazione, così da prevenire danni alla pellicola pittorica in fase di ritiro del legno di supporto. Il modo, questo, per così rimandare al futuro un eventuale restauro, ben conoscendo Urbani la pericolosità conservativa di ogni diretta manomissione della materia delle opere, quella inevitabilmente operata dai restauri. Una conoscenza diretta del problema che gli veniva dalla sua nativa formazione di restauratore, una concreta esperienza di lavoro ancora oggi unica nella formazione di chi si occupa professionalmente di tutela. La stessa che lo differenziò sostanzialmente dal mondo dei professori e dei soprintendenti per i quali “la conservazione dell’identità ideale dell’opera d’arte è perfettamente attuabile coi mezzi della storia dell’arte”. Né dimenticando, rispetto alla centralità data da Urbani all’ambiente circa il tema conservativo, la sua apertura alla fondazione di una “ecologia culturale”, scrivendo ad esempio che: “in un’epoca in cui l’uomo comincia ad avvertire la terribile novità storica dell’esaurimento del proprio ambiente di vita, i valori dell’arte del passato cominciano ad assumere la nuova dimensione di componenti ambientali antropiche, altrettanto necessarie, per il benessere della specie, dell’equilibrio ecologico tra le componenti ambientali naturali” Una riflessione caduta come sempre nel vuoto che dimostra una volta di più dilettantesche, prima che demagogiche, le accuse di tecnocrazia che in molti rivolsero ai progetti di Urbani sulla conservazione programmata in rapporto all’ambiente, fino al costante svilire quel decennale e oltre lavoro di ricerca condotto con organismi e laboratori scientifici privati e pubblici, Italiani e stranieri, a epifenomeno delle sei pagine di astratta teoria estetica scritte da Cesare Brandi nel 1956 sul “restauro preventivo”.

### Istituto Centrale del Restauro
Alla fine degli anni ’60 inizia la stretta collaborazione dell’ICR e di Urbani con una delle grandi industrie italiane, l’Eni, che in tal modo divenne esempio di impegno civile e sociale d’un importante gruppo economico che pone al servizio del Paese i propri esperti scientifici e i propri laboratori di ricerca operando in via solidale per una sua crescita culturale e civile. Primo esito di quella collaborazione è, nel 1971, uno studio condotto con una consociata dell’Eni, l’Isvet, sui danni economici provocati dall’inquinamento ai beni culturali, studio mai utilizzato. Agli inizi degli anni ’70 indirizza e coordina i contributi di vari organismi e laboratori italiani (molti consociati dell’Eni e della Montecatini) e stranieri (statunitensi, in particolare) per la fondazione di una “scienza della conservazione”, gli stessi raccolti nel 1973 in “Problemi di Conservazione”, lavoro di ricerca rimasto privo di seguito, per il disinteresse in cui lo fa cadere il mondo della tutela italiano, nel quale evidenzia la necessità di ripensare l'attività dell'ICR, non più come perfezionamento e promozione di innovative tecniche di restauro, ma come riorganizzazione del sistema della tutela a livello territoriale, cioè in una scala che possa garantire la conservazione del rapporto tra patrimonio artistico e ambiente. È la "conservazione preventiva e programmata in rapporto all'ambiente", tecnica che non serve a realizzare restauri sempre migliori, ma a fare in modo che le opere abbiano sempre meno bisogno di restauri attraverso un’azione di tutela fondata sulla prevenzione dai fattori ambientali di degrado quali sismici, idrogeologici, inquinamento, spopolamento, eccetera. Ed è una presa di posizione di radicale discontinuità con il restauro critico-estetico brandiano che si rivolge alle singole opere e non al patrimonio nella sua totalità, come invece è per la conservazione programmata.
Nello stesso 1973 Urbani è il responsabile della sezione dedicata al patrimonio artistico nella “Prima relazione sulla situazione ambientale del Paese” coordinata dalla “Tecneco” (altra società dell’Eni), l'ennesimo lavoro di ricerca che non ha seguito alcuno. Ancora nel 1973 presenta a una Lining Conference tenuta a Greenwich gli esiti del lavoro condotto in collaborazione con il settore fibre della Snam Progetti, altra società dell’Eni, con cui Urbani rifonda completamente le tecniche di foderatura dei dipinti su tela, lavoro del tutto ignorato in Italia, ma non all’estero dove è stato ripreso fino a plagiarlo. Sempre nel 1973, Urbani è promosso Direttore dell’ICR.
Nel 1974 (D.L. 657/14 dic.) Giovanni Spadolini, giornalista passato alla politica, fonda il Ministero dei beni culturali. Il giornalista neo-ministro si limita infatti a trasferire tal quale dentro al nuovo Ministero la “Direzione generale Antichità e Belle Arti” creata alla fine dell’Ottocento all’interno al Ministero della Pubblica Istruzione. Fonda quindi Spadolini il suo Ministero senza tenere in conto alcuno il lavoro di ricerca e innovazione sulla conservazione in rapporto all'ambiente cui sta lavorando l’ICR di Urbani, senza operare una riforma dei compiti della struttura amministrativa territoriale (le Soprintendenze), infine senza produrre una nuova legge di tutela che prenda atto della necessità di porre in equilibrio le esigenze del patrimonio artistico o più semplicemente storico con le radicali trasformazioni socio-economiche e territoriali avvenute in Italia a partire dal secondo dopoguerra. Da qui il giudizio del tutto negativo su quel nuovo Ministero dato da Urbani, Pasquale Rotondi, Bruno Molajoli e non molti altri, tra cui Sabino Cassese, che lo definisce "una scatola vuota" paventandone un’involuzione tra burocratica, sindacale e clientelare, quel che sarà. Mentre il padre del diritto amministrativo dell’Italia repubblicana, Massimo Severo Giannini, propone come alternativa la creazione d’una “Agenzia per la conservazione del patrimonio” che per la sua azione possa usare strumenti non pubblicistici, ma quelli assai più agili del diritto privato, quindi il Codice civile. Autorevoli proteste e suggerimenti che tuttavia a nulla servono.
Nel 1976 Urbani realizza il “Piano-pilota per la conservazione programmata dei beni culturali dell’Umbria”, progetto esecutivo e "manifesto" della Conservazione programmata realizzato dall’ICR con il supporto organizzativo della solita Tecneco, che non è stato però mai attuato perché osteggiato dalla politica, come dall’Università e dalle soprintendenze. Da qui la brusca interruzione della collaborazione con la Tecneco. Nel 1983 è direttore del lavoro di ricerca “La protezione del patrimonio monumentale dal rischio sismico”, condotto al solito con molti orgasmi scientifici esterni all’ICR e primo lavoro istituzionale dedicato in Italia a quel fondamentale tema di pubblica incolumità, lavoro tuttavia completamente (e irresponsabilmente) ignorato da Ministero e soprintendenti.
Un lungo e amaro stillicidio di opposizioni e disinteresse verso un lavoro di inequivocabile utilità per il Paese che porta Urbani a compiere un gesto ancora oggi unico nell’alta dirigenza dell’Amministrazione pubblica. Con sette anni d’anticipo sulla naturale scadenza del suo mandato, in quello stesso 1983 si dimette dalla direzione dell’ICR.

### Anni '80
Dopo il 1983, Urbani continua a sottolineare l’impossibilità di realizzare un’azione di tutela che abbia un fine quando si sia privi d’una conoscenza organizzata di quanto si vuole a conservare, numero delle opere, collocazione, stato di conservazione, esposizione ai rischi ambientali,  cioè in assenza d’un catalogo ancora oggi incompleto. Ma anche mai Urbani cessa d’evidenziare l’importanza del ridare allo Stato centrale (implicitamente all’ICR) il compito di realizzare progetti di lungo periodo mirati a fare dell’attività conservativa un’occasione di progresso sia tecnico-scientifico che economico, in una parola, culturale, così da farla passare “dall’attuale stato di attività marginale sul piano produttivo, a una fase di sviluppo che non può essere definita altrimenti che industriale”.
Nel 1986 Italia Nostra, di cui Urbani è membro del Comitato direttivo, gli chiede di scrivere una bozza di revisione della legge di tutela 1089 pensata nel 1939 per l’Italia del Re e del Duce e tuttavia allora ancora vigente: allora, ma per molti versi ancora oggi visto che “sotto un profilo di contenuto dispositivo, può considerarsi ancora in vigore perché la sua disciplina è nella sostanza transitata prima nel Testo unico del 1999, poi nel Codice del 2004". Un lavoro in cui molto Urbani si impegna, producendo un progetto di legge che revoca in dubbio il testo autoritario e solo ostativo della l. 1089/39, facendone invece uno strumento del tutto innovativo sia in senso formale, i vincoli e i divieti resi funzione d’una comune e coerente strategia di valorizzazione del patrimonio pubblico e di quello privato, sia in senso organizzativo e tecnico-scientifico, la conservazione programmata e preventiva del patrimonio in rapporto all’ambiente. Un testo che però Italia Nostra rifiuta.

### La statua di Marco Aurelio
A partire dal 1989 Urbani conduce un’aspra battaglia contro la posa in opera nella piazza del Campidoglio d’una copia del monumento equestre in bronzo dorato dedicato a Marco Aurelio, copia voluta invece fermamente da Giulio Carlo Argan. Mentre per parte sua Urbani afferma che la realizzazione di copie delle sculture all'aperto è azione di tutela sbagliata, sia sul piano conservativo, perché revoca in dubbio qualsiasi credibilità all'invece decisiva efficacia preventiva della manutenzione ordinaria e programmata, sia sul piano della storia, perché le copie legittimano la museificazione del patrimonio artistico all’aperto, togliendo alle città italiane il fascino di luoghi in cui ancora oggi si abita in verità di vita dentro al mondo storico; né dimenticando, sempre restando al piano storico, che il Marco Aurelio è stato originariamente pensato come punto focale della sistemazione michelangiolesca della piazza del Campidoglio. Le argomentazioni di Urbani, sostenute pubblicamente dai soli Bernard Andreae, Giorgio Torraca e Corrado Augias, rimasero inascoltate.

### Ultimi anni
Negli anni successivi prosegue la sua attività nel settore della tutela dei beni culturali partecipando a numerosi convegni e conferenze. Nel 1991 fonda la rivista “Materiali e Strutture” presentandola come “l’occasione per riconoscere il senso del lavoro comune, il punto di convergenza dei rispettivi sforzi di ricerca” nel campo conservativo, rivista che non ha seguito alcuno. In quegli stessi anni raccoglie i suoi scritti dal 1967 al 1987 nel volume “Intorno al restauro” che esce postumo, nel 2000, per cura di Bruno Zanardi. Ventuno saggi come altrettanti capitoli tra loro rigorosamente coerenti (anche sul piano della cronologia) che compongono infine una “teoria del restauro” con cui Urbani integra in termini di pensiero, come su quelli organizzativi e tecnico scientifici, la “Teoria del restauro” con cui Cesare Brandi, tra il 1948 e il 1953 e in via definitiva nel 1963, aveva dato veste estetica ai principi critici di matrice storicistica e crociana esposti da Argan al convegno dei soprintendenti del 1938. Un sempre più necessario completamento della teoria brandiana nella direzione della conservazione programmata e preventiva del patrimonio in rapporto all’ambiente di cui tuttavia nessuno ha finora tenuto conto.
Urbani muore a Roma l'8 giugno 1994. Il funerale fu celebrato nella chiesa di San Giacomo al Corso la mattina del 10 giugno 1994. L'anno successivo viene insignito post mortem della "Medaglia d’oro ai benemeriti della cultura e dell'arte".

## La fortuna
La fortuna del lavoro di Urbani è stata in realtà finora (2020) una sfortuna. Mai la conservazione programmata in rapporto all’ambiente è stata accolta nelle politiche ministeriali di tutela e a nulla è servito il lavoro fatto da Salvatore Settis di inserire quel principio tecnico scientifico e organizzativo ai commi 1-5 dell’art. 29 del Codice dei beni culturali (D.lgs 42/04) del quale è stato il coordinatore. Quindi nei fatti proseguendo il Ministero a far tutela ai sensi della l. 1089 del 1939 e della Teoria del restauro elaborata da Cesare Brandi tra il 1948 e il 1953.
Nel 2004 il pensiero di Urbani è stato discusso in una giornata di studi intitolata «Giovanni Urbani e la conservazione programmata del patrimonio artistico» organizzata da Settis presso la Scuola normale superiore di Pisa alla presenza dell’allora ministro Urbani, senza però che questi dia corso alla sua pubblica promessa di aprire il Ministero al lavoro del restauratore romano dedicandogli una specifica Direzione generale.
Giovanni Urbani fu figura intellettuale nota nella Roma tra gli anni '50 e '60 del Novecento. La sua memoria ricorre spesso negli scritti autobiografici di Raffaele La Capria, amico di Urbani da quando, nel 1957, frequentarono il settimo degli International Seminar di Harvard. A lui lo scrittore napoletano ha dedicato il suo romanzo L'estro quotidiano (2005) e, quattro anni dopo, due racconti lunghi: Un amore al tempo della Dolce Vita e America 1957, a sentimental journey. Ma anche il ricordo di Urbani è spesso presente negli scritti del filosofo Giorgio Agamben che sempre lo pone tra i suoi Maestri.

## Scritti
- Beato Angelico, A. Mondadori, Milano, 1957.
- La parte del caso nell’arte d’oggi (1960), in Tempo presente,  7 (1961), pp. 491-499.
- Il restauro dei supporti, la pulitura dei dipinti, la reintegrazione, in s.v. Restauro, Enciclopedia Universale dell’Arte, XI, Venezia, Roma 1963, coll. 332-337.
- Relazione sull’esame al microscopio elettronico a scansione di alcuni campioni prelevati da dipinti antichi, Roma 1970, datt., s. coll. Arch. B. Zanardi.
- Conservazione della natura e conservazione dell’uomo (1971) pp. 1-3, datt., senza tit., s. coll., Arch. B. Zanardi.
- Problemi di conservazione, Compositori, Bologna, 1973.
- Storia dell’arte e conservazione, in Ricerche di Storia dell'Arte, 38-40 (1980), pp. 411-414.
- Il restauro tra scienza ed estetica in Chimica e restauro. La scienza per la conservazione, a cura di A.  Riccio, Venezia 1984, pp. 151-155.
- Il consolidamento come operazione “visibile”, in Anastilosi. L’antico, il restauro, la città, a cura di F. Perego, Bari 1986, pp. 158-161.
- I fondamenti pittorici del restauro architettonico, in Scritti in onore di Giuliano Briganti, Milano 1990, pp. 335-337.
- Giuliano Briganti: Critico o storico dell'arte? [tit. autogr.  Intervista a Giuliano Briganti], in Il Giornale dell’Arte, 103 (sett. 1992), p. 36, 57: 36.
- Bene culturale, in Lessico del beni culturali, a cura di Associazione Mecenate 90, Torino 1994, p. 13.
- Intorno al restauro, a cura di Bruno Zanardi, Skira, Milano, 2000.
- Per una archeologia del presente. Scritti sull'arte contemporanea, a cura di Bruno Zanardi, saggi di: Giorgio Agamben e Tomaso Montanari, Skira, Milano, 2012.